# Sharon Garlough Brown
Sharon Garlough Brown (* 15. Juni 1969 in Arcadia (Kalifornien)) ist eine US-amerikanische Pastorin, Rednerin und Schriftstellerin.

## Leben und Wirken
Sharon Garlough Brown schloss das Studium am „Smith College“ in Englisch und Literatur mit einem B.A. ab. Das Princeton Theological Seminary absolvierte sie anschließend mit einem Abschluss zum M. Div. Dort traf sie ihren zukünftigen Mann Jack, den sie zwei Jahre später 1994 heiratete. Ihr gemeinsamer Dienst führte sie in Kirchen nach Glasgow, Schottland (wo ihr einziger Sohn David geboren wurde), Oklahoma und von 2000 bis 2003 in Southampton, England. In West Michigan war sie bis 2016 als Pastorin tätig. 2017 gründete sie zusammen mit ihrem Mann die „Abiding Way Ministries“ in Ada Township (Michigan), wo sie seither als spirituelle Leiterin von Exerzitien und Retreats tätig ist.
Schon als kleines Mädchen wurde in ihr der Wunsch zur Schriftstellerin wach. Sie empfand sich als schüchtern und introvertiert. Das Schreiben von Geschichten war für sie eine Möglichkeit, in imaginäre Welten zu flüchten und unter Gleichaltrigen Anerkennung zu finden oder Auszeichnungen von Lehrern zu sammeln. Ihr reicher Erfahrungsschatz aus vielen Jahren geistlicher Kurse fließt in ihre Bücher ein. Sie handeln von Klage und Hoffnung, Angst und Glauben, Ringen und Ruhe.
Brown ist Referentin bei Veranstaltungen wie dem „Festival of Faith & Writing“ und lebte mit ihrer Familie bis 2022 in West Michigan. Seither wohnen sie in Dundee, Schottland, wo ihr Mann eine Pastorenstelle innehat.

## Werk
Ihre Fiktionsserie „Sensible Shoes“ ist eine Sammlung zeitgenössischer Romane, die das Leben von vier Frauen nachzeichnet, die sich in einem spirituellen Retreat-Zentrum treffen. Diese begeben sich auf eine spirituelle Reise, wo sie Prüfungen zu bestehen haben:
- Hannah, eine Pastorin, die nicht merkt, wie erschöpft sie ist.
- Meg, eine Witwe, die von ihrer Vergangenheit heimgesucht wird.
- Mara, eine Frau, die ein Leben lang Ablehnung erfahren hat und jetzt versucht, eine schwierige Ehe zu meistern.
- Charissa, eine hart arbeitende Doktorandin, die Dinge richtig machen will.

Der Leser begleitet sie auf diesem Weg, wird in die wichtigsten spirituellen Praktiken einbezogen und findet Unterstützung für ein tieferes Leben mit Gott.

## Veröffentlichungen
- Sensible Shoes (4-bändiges Werk), InterVarsity Press, Downers Grove, Illinois 2018, ISBN 978-0-83084334-3.
  - Band 1: Sensible Shoes. A Story about the Spiritual Journey
  - Band 2: Two Steps Forward. A Story of Persevering in Hope
  - Band 3: Barefoot. A Story of Surrendering to God
  - Band 4: An Extra Mile. A Story of Embracing God's Call
- Sensible Schuhe:  Eine Geschichte über die spirituelle Reise (Serie aus dem Amerikanischen übersetzt von Eva Weyandt)
  - Unterwegs mit dir. Vier Frauen auf einer Glaubensreise (Orig.: Sensible Shoes), Gerth Medien, Aßlar 2017, ISBN 978-3-95734-216-4.
  - Weil du mit mir gehst. Vier Frauen auf einer Glaubensreise (Orig.: Two steps forward), Gerth Medien, Aßlar 2018, ISBN 978-3-95734-462-5.
  - Du bleibst an meiner Seite. Vier Frauen auf einer Glaubensreise (Orig.: Barefoot), Gerth Medien, Aßlar 2018, ISBN 978-3-95734-501-1.
  - Wohin du mich auch führst. Vier Frauen auf einer Glaubensreise (Orig.: An Extra Mile), Gerth Medien, Aßlar 2019, ISBN 978-3-9573453-7-0.
- Dein Licht durchbricht die Dunkelheit. Unterwegs zum Kreuz – eine Erzählung, Gerth Medien, Aßlar 2021, ISBN 978-3-95734-707-7.
- Spuren deines Lichts (Orig.: Shades of light; Hörbuch, 2 CDs, gelesen von Tobias Schuffenhauer) Gerth Medien, Aßlar 2020.
- Du schenkst meiner Hoffnung Flügel (aus dem Amerikanischen übersetzt von Eva Weygandt), Gerth Medien, Aßlar 2023, ISBN 978-3-95734-947-7.